# Montaud (Hérault)
Montaud is een gemeente in het Franse departement Hérault (regio Occitanie) en telt 616 inwoners (1999). De plaats maakt deel uit van het arrondissement Montpellier.

## Geografie
De oppervlakte van Montaud bedraagt 13,0 km², de bevolkingsdichtheid is 47,4 inwoners per km².
De onderstaande kaart toont de ligging van Montaud (Hérault) met de belangrijkste infrastructuur en aangrenzende gemeenten.

## Demografie
Onderstaande figuur toont het verloop van het inwonertal (bron: INSEE-tellingen).